# Supermarine Southampton
Die Supermarine Southampton war in der Zeit zwischen den beiden Weltkriegen ein sehr erfolgreiches britisches Doppeldecker-Flugboot.

## Geschichte
Die Entwicklung basierte auf der Supermarine Swan, die ein Flugboot für zehn Passagiere war und zwischen England und Frankreich eingesetzt wurde. Die Southampton wurde vom späteren Konstrukteur der Supermarine Spitfire, Reginald J. Mitchell, entworfen. Aufgrund des Erfolges der Swan wurden direkt vom Zeichenbrett sechs Southampton bestellt, sehr ungewöhnlich bei der Royal Air Force (RAF). Die Entwicklungszeit aus der Swan war sehr kurz. Der Erstflug der Southampton erfolgte am 10. März 1925. Bereits Mitte 1925 wurden die sechs Maschinen an die RAF geliefert.
Weitere Maschinen wurden ins Ausland verkauft, acht Maschinen nach Argentinien, je eine an Australien und die Türkei. In Japan wurde später eine Southampton in ein 18-sitziges Passagierflugzeug umgebaut. Eine Maschine (G-AASH) flog für die Imperial Airways.
Insgesamt wurden 83 Southampton sowie eine Southampton X mit drei Motoren gebaut.

## Konstruktion
Die Southampton war ein zweimotoriges Doppeldecker-Flugboot. Der Typ Mk I hatte noch einen Rumpf und Tragflächen aus Holz. Die Mk II besaß bereits einen Metallrumpf aus Duraluminium. Diese Maschine war um 409 kg leichter und konnte deshalb 325 km weiter fliegen. Im Jahre 1929 wurden alle Mk I mit Metallrümpfen ausgestattet. Die Mk III erhielt schließlich auch Tragflächen aus Duraluminium.
Die Maschine hatte drei MG-Plätze, einen in der Flugzeugnase und zwei im hinteren Rumpf.

## Produktion
Abnahme der Supermarine Southampton durch die RAF:
| Version                | 1925 | 1926 | 1927 | 1928 | 1929 | 1930 | 1931 | 1932 | 1933 | Summe |
| ---------------------- | ---- | ---- | ---- | ---- | ---- | ---- | ---- | ---- | ---- | ----- |
| Mk.I                   | 6    | 18   |      |      |      |      |      |      |      | 24    |
| Mk.II                  |      |      | 7    | 20   |      | 5    | 1    | 5    | 2    | 40    |
| Mk.II enclosed cockpit |      |      |      |      |      |      |      |      | 2    | 2     |
| Summe                  | 6    | 18   | 7    | 20   | 0    | 5    | 1    | 5    | 4    | 66    |

## Motorvarianten
- Mk I – Napier Lion V
- Mk II – Napier Lion Va
- Argentinische Mk I – Lorraine 12E
- Türkische Mk I – Hispano-Suiza 12 Nbr
- Experimentell auch Bristol Jupiter IX und Rolls-Royce Kestrel

## Militärische Nutzung
Argentinien
 Australien
- Royal Australian Air Force

 Dänemark
 Japan
 Türkei
 Vereinigtes Königreich
- Royal Air Force

## Technische Daten

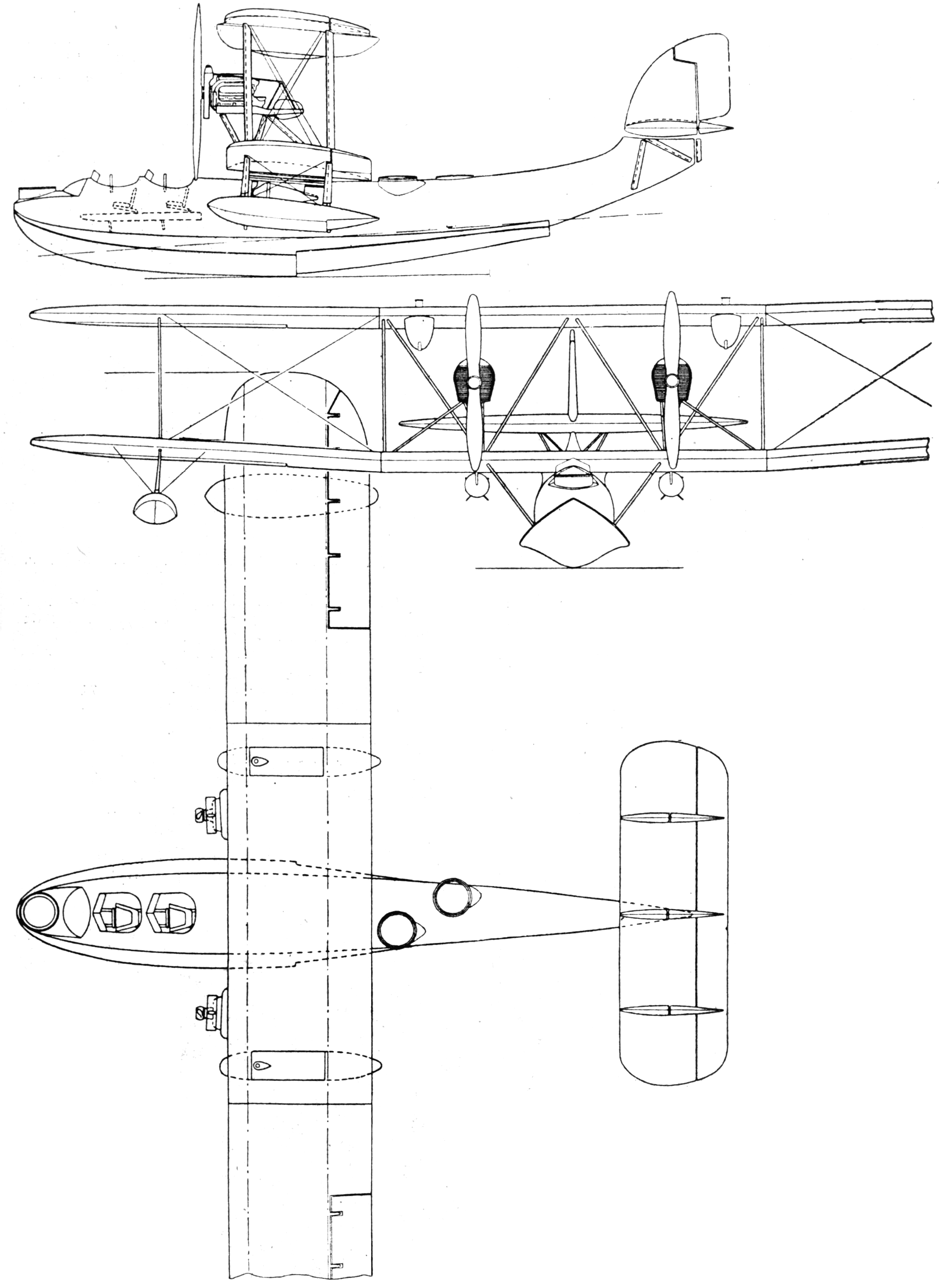
Dreiseitenansicht

| Kenngröße             | Daten                                      |
| --------------------- | ------------------------------------------ |
| Besatzung             | 4                                          |
| Länge                 | 15,15 m                                    |
| Spannweite            | 22,86 m                                    |
| Höhe                  | 6,20 m                                     |
| Flügelfläche          | 134,5 m²                                   |
| Leermasse             | 4398 kg                                    |
| Startmasse            | 6895 kg                                    |
| Antrieb               | zwei Napier Lion Va mit je 500 PS (368 kW) |
| Höchstgeschwindigkeit | 153 km/h in Meereshöhe                     |
| Dienstgipfelhöhe      | 6160 m                                     |
| Reichweite            | 1223 km                                    |
| Bewaffnung            | drei 7,7-mm-MG, max. 500 kg Bomben         |